# Carex chihuahuensis
Carex chihuahuensis är en halvgräsart som beskrevs av Kenneth Kent Mackenzie. Carex chihuahuensis ingår i släktet starrar, och familjen halvgräs. Inga underarter finns listade i Catalogue of Life.